# Zanthoxylum rhombifoliolatum
Zanthoxylum rhombifoliolatum är en vinruteväxtart som beskrevs av Cheng Chiu Huang. Zanthoxylum rhombifoliolatum ingår i släktet Zanthoxylum och familjen vinruteväxter. Inga underarter finns listade i Catalogue of Life.